# Lotniskowce typu Centaur
Lotniskowce typu Centaur – brytyjskie lotniskowce lekkie, ostatnie okręty tej klasy zaprojektowane w trakcie trwania II wojny światowej (po typie Colossus i Majestic). Ze znacznym opóźnieniem ukończono cztery okręty, przy których prace rozpoczęto przed końcem wojny: „Albion”, „Bulwark”, „Centaur”, „Hermes” (ex-„Elephant”), dalsze cztery („Monmouth”, „Polyphemus”, „Arrogant”, „Hermes”) anulowano. Okręty brały udział w brytyjskiej interwencji w Egipcie w czasie kryzysu sueskiego w 1956 i wojnie falklandzkiej w 1982. W czasie służby w Royal Navy wykorzystywano je często jako śmigłowcowce. Indie wykorzystywały jeden zmodernizowany ex-brytyjski okręt do 2016 roku. Wycofano go ze służby w 2017 roku.

## Okręty
| HMS „Centaur” (R06) - Stocznia: Harland and Wolff - Położenie stępki: 30 maja 1944 - Wodowanie: 22 kwietnia 1947 - Użytkownik: Royal Navy - Wejście do służby: 1 września 1953 - Wycofanie ze służby: 1956 - Los: Zezłomowany w 1973 Brał udział w operacji Vantage w 1961, mającej na celu ochronę integralności Kuwejtu przed żądaniami terytorialnymi Iraku. Wystąpił w filmie Zatopić pancernik Bismarck! w roli HMS Victorious i HMS Ark Royal |
| HMS „Albion” (R07) - Stocznia: Swan Hunter, Tyne and Wear - Położenie stępki: 22 marca 1944 - Wodowanie: 16 maja 1947 - Użytkownik: Royal Navy - Wejście do służby: 26 maja 1954 - Wyposażenie lotnicze: 8 × Hawker Sea Hawk FGA6, 12 × Sea Venom FAW21, · 4 × A-1 Skyraider AEW1, 8 × Westland Whirlwind HAS7, 1 × WS-51 Dragonfly HR5 - Wycofanie ze służby: 1973 Brał udział w operacji „Muszkieter” podczas kryzysu sueskiego w 1956. |
| HMS „Bulwark” (R08) - Stocznia: Harland and Wolff - Położenie stępki: 10 maja 1945 - Wodowanie: 22 czerwca 1948 - Użytkownik: Royal Navy - Wejście do służby: 4 listopada 1954 - W służbie:1954 – 1958, 1960 – 1969, 1970 – 1981 - Wyposażenie lotnicze: 16 × Sea Hawk FGA6, 8 × Sea Venom FAW21, 4 × A-1 Skyraider AEW1, 6 × Gannet AS4, 5 × Whirlwind HAS7, 1 × WS-51 Dragonfly HR5 - Wycofanie ze służby: 1981 - Los: Złomowany w 1965 Wraz z czterema innymi lotniskowcami RN (w tym HMS „Albion”) uczestniczył w ataku na Egipt w 1956. |
| HMS „Hermes” (R12) - Nazwa oryginalna: HMS Elephant - Stocznia: Vickers-Armstrong - Położenie stępki: 21 czerwca 1944 - Wodowanie: 16 lutego 1953 - Użytkownik: Royal Navy - Wejście do służby: 25 listopada 1959 - Wyposażenie lotnicze: - CATOBAR: 7 × Buccaneer S2, 12 × Sea Vixen FAW2, · 4 × Gannet AEW3, 4 × COD, 5 × Wessex HAS3, 1 × HAS1 - STOVL: do 28 × Sea Harrier FRS1, 12 Sea King HAS5 - Wycofanie ze służby: 12 kwietnia 1984 - Los: sprzedany do Indii w 1986 - Użytkownik: Indyjska Marynarka Wojenna - Wejście do służby: 20 maja 1987 (INS „Viraat” (R22)) - Wycofanie ze służby: 6 marca 2017 - Los: nieokreślony - Wyposażenie lotnicze: BAe Sea Harrier FRS.51, Sea King Mk 42B/C, Ka-28, Ka-31 Przebudowany w 1981 na lotniskowiec STOVL, okręt flagowy brytyjskich sił inwazyjnych w czasie wojny o Falklandy w 1982. |